# Савіоя (Вастселійна)
Савіоя (ест. Savioja) — село в Естонії, входить до складу волості Вастселійна, повіту Вирумаа.